# Регина Шер
Регина Шер (Источни Берлин, 1950) је немачка књижевница. 

## Биографија
Регина Шер је рођена у Источном Берлину 1950. године, Немачка Демократска Република. На берлинском Хумболтовом универзитету завршила је студије театрологије и културологије.
Шер је била члан уредништва недељника Форум и књижевног часописа Темпераменте. Организовала је две изложбе о отпору националсоцијализму и била коауторка изложби и кратких филмова о концлогору Genshagen, ко и о принудним радницима из Пољске и Мађарске. Неколико деценија је истраживала судбину немачких Јевреја. Девет студија које се баве том темом је објавила тек након пада берлинског Зида у уједињеној Немачкој.

## Књижевна каријера
Њен први роман је Боровица (Machandel), за који је добила Награду "Мара Касенс" за најбољи дебитантски роман, објавила је 2014. године. Следи роман Бог станује у Ведингу (Gott wohnt im Wedding) који је објавила 2019. године.

## Изабрана библиографија
- AHAWAH, das vergessene Haus, (1992)
- Es gingen Wasser wild über unsere Seele, (1999)
- Der Umgang mit den Denkmälern, (2003)
- Im Schatten der Sterne, (2004)
- Mausche mi-Dessau Moses Mendelssohn, (2006)
- Den Schwächeren helfen, stark zu sein. Die Schrippenkirche im Berliner Wedding 1882–2007, (2007)
- Machandel (Боровивца), (2014)
- Gott wohnt im Wedding (Бог станује у Ведингу), (2019)
- Bittere Brunnen, (2023)

## Награде и признања
- 2014: Награда Мара Касенс[1]
- 2017: Награда Ver.di-Literaturpreis Berlin-Brandenburg[3]